# Lista de prefeitos de Conceição do Coité
Esta é a lista de prefeitos do município de Conceição do Coité, estado brasileiro da Bahia, apresentando as pessoas que foram empossadas como prefeito para o executivo municipal.
| Nº | Nome                                                                          | Imagem                | Partido                                      | Início do mandato       | Fim do mandato                          | Observações                                                          |
| 1  | Vespasiano da Silva Pinto                                                     |                       | Partido Republicano PR                       | 2 de janeiro de 1931    | 2 de janeiro de 1933                    | Intendente nomeado pelo governador do estado                         |
| —  | Durval da Silva Pinto                                                         |                       | Partido Republicano PR                       | 3 de janeiro de 1933    | 6 de fevereiro de 1933                  | Presidente da Câmara no cargo de titular interinamente               |
| 2  | Leopoldino Ramos Gordiano                                                     |                       | Partido Republicano Baiano PRB               | 7 de fevereiro de 1933  | 12 de abril de 1935                     | Intendente nomeado pelo governador do estado                         |
| 3  | João Paulo Fragoso                                                            |                       | Partido Republicano Baiano PRB               | 13 de abril de 1935     | 30 de abril de 1938                     | Intendente nomeado pelo governador do estado                         |
| 4  | Tiburtino Ferreira da Silva                                                   |                       | Partido Republicano Baiano PRB               | 30 de abril de 1938     | 18 de junho de 1940                     | Intendente nomeado pelo governador do estado                         |
| 5  | Luís Amâncio Moreira                                                          |                       | Partido Republicano Baiano PRB               | 18 de junho de 1940     | 23 de abril de 1944                     | Intendente nomeado pelo governador do estado                         |
| 6  | Duvaltércio Silva Pinto                                                       |                       | Partido Republicano PR                       | 23 de abril de 1944     | 31 de junho de 1945                     | Intendente nomeado pelo governador do estado                         |
| 7  | Sófocles Torres Câmara                                                        |                       | Partido Republicano Baiano PRB               | 1° de agosto de 1945    | 31 de dezembro de 1945                  | Intendente nomeado pelo governador do estado                         |
| 8  | Duvaltércio Silva Pinto                                                       |                       | Partido Republicano PR                       | 1° de janeiro de 1946   | 31 de julho de 1946                     | Intendente nomeado pelo governador do estado                         |
| 9  | Eustórgio Pinto Resedá                                                        |                       | Partido Republicano PR                       | 1° de agosto de 1946    | 15 de março de 1948                     | Intendente nomeado pelo governador do estado                         |
| 10 | Theócrito Calixto da Cunha                                                    |                       | Partido Social Democrático PSD               | 16 de março de 1948     | 1° de fevereiro de 1951                 | Prefeito eleito em sufrágio universal                                |
| 11 | Wercelêncio Calixto da Mota                                                   |                       | Partido Social Democrático PSD               | 1° de fevereiro de 1951 | 31 de dezembro de 1954                  | Prefeito eleito em sufrágio universal                                |
| —  | Durval da Silva Pinto                                                         |                       | Partido Social Democrático PSD               | 1° de janeiro de 1955   | 7 de abril de 1955                      | Presidente da Câmara no cargo de titular interinamente               |
| 12 | Theócrito Calixto da Cunha                                                    |                       | Partido Social Democrático PSD               | 7 de abril de 1955      | 7 de abril de 1959                      | Prefeito eleito em sufrágio universal                                |
| 13 | Emídio Ramos Gordiano                                                         |                       | Partido Social Democrático PSD               | 7 de abril de 1959      | 7 de abril de 1963                      | Prefeito eleito em sufrágio universal                                |
| 14 | Antônio Ferreira de Oliveira                                                  |                       | Partido Social Democrático PSD               | 7 de abril de 1963      | 7 de abril de 1967                      | Prefeito eleito em sufrágio universal                                |
| 15 | Theognes Antônio Calixto                                                      |                       | Aliança Renovadora Nacional ARENA            | 7 de abril de 1967      | 28 de novembro de 1970                  | Prefeito eleito em sufrágio universal, faleceu no exercício do cargo |
| 16 | Antônio Nunes Gordiano Filho                                                  |                       | Aliança Renovadora Nacional ARENA            | 29 de novembro de 1970  | 30 de janeiro de 1971                   | Vice-prefeito eleito no cargo de titular                             |
| 17 | Manoel Antônio Pinheiro                                                       |                       | Aliança Renovadora Nacional ARENA            | 31 de janeiro de 1971   | 30 de janeiro de 1973                   | Prefeito eleito em sufrágio universal                                |
| 18 | Hamilton Rios de Araújo (Conceição do Coité, 17.05.1935–Salvador, 29.09.2016) |                       | Aliança Renovadora Nacional ARENA            | 31 de janeiro de 1973   | 30 de janeiro de 1977                   | Prefeito eleito em sufrágio universal                                |
| 19 | Walter Ramos Guimarães                                                        |                       | Aliança Renovadora Nacional ARENA            | 31 de janeiro de 1977   | 31 de outubro de 1980                   | Prefeito eleito em sufrágio universal                                |
| —  | Evódio Ducas Resedá (1923–Conceição do Coité, 30.03.2016)                     |                       | Partido Democrático Social PDS               | 31 de outubro de 1980   | 30 de abril de 1981                     | Vice-prefeito eleito no cargo de titular interinamente               |
| —  | Walter Ramos Guimarães                                                        |                       | Partido Democrático Social PDS               | 30 de abril de 1981     | 30 de janeiro de 1983                   | Prefeito eleito em sufrágio universal de volta ao cargo de titular   |
| 20 | Hamilton Rios de Araújo (Conceição do Coité, 17.05.1935–Salvador, 29.09.2016) |                       | Partido Democrático Social PDS               | 31 de janeiro de 1983   | 20 de março de 1985                     | Prefeito eleito em sufrágio universal                                |
| —  | Emério Vital Pinto Resedá (Conceição do Coité, 28.04.1953–)                   |                       | Partido Democrático Social PDS               | 20 de março de 1985     | 20 de julho de 1985                     | Vice-prefeito eleito no cargo de titular interinamente               |
| —  | Hamilton Rios de Araújo (Conceição do Coité, 17.05.1935–Salvador, 29.09.2016) |                       | Partido da Frente Liberal PFL                | 20 de julho de 1985     | 31 de dezembro de 1989                  | Prefeito eleito em sufrágio universal de volta ao cargo de titular   |
| 21 | Éwerton Rios d’Áraújo Filho (Conceição do Coité, 18.03.1959–)                 |                       | Partido da Frente Liberal PFL                | 1° de janeiro de 1989   | 31 de dezembro de 1992                  | Prefeito eleito em sufrágio universal                                |
| 22 | Diovando Carneiro Cunha (–Conceição do Coité, 07.10.1996)                     |                       | Partido Liberal PL                           | 1° de janeiro de 1993   | 7 de outubro de 1996                    | Prefeito eleito em sufrágio universal, faleceu no exercício do cargo |
| 23 | Misael Ferreira de Oliveira (Conceição do Coité, 18.06.1937–)                 |                       | Partido da Social Democracia Brasileira PSDB | 8 de outubro de 1996    | 31 de dezembro de 1996                  | Vice-prefeito eleito no cargo de titular interinamente               |
| 24 | Éwerton Rios d’Áraújo Filho (Conceição do Coité, 18.03.1959–)                 |                       | Partido Progressista Brasileiro PPB          | 1° de janeiro de 1997   | 31 de dezembro de 2000                  | Prefeito eleito em sufrágio universal                                |
| 25 | Wellington Passos de Araújo (Salvador, 04.04.1976–)                           |                       | Partido Progressista Brasileiro PPB          | 1° de janeiro de 2001   | 31 de dezembro de 2004                  | Prefeito eleito em sufrágio universal                                |
| 26 | Éwerton Rios d’Áraújo Filho, Vertinho (Conceição do Coité, 18.03.1959–)       |                       | Partido Progressista PP                      | 1° de janeiro de 2005   | 31 de dezembro de 2008                  | Prefeito eleito em sufrágio universal                                |
| 27 | Renato Souza dos Santos (Conceição do Coité, 12.01.1963–)                     |                       | Partido Progressista PP                      | 1° de janeiro de 2009   | 31 de dezembro de 2012                  | Prefeito eleito em sufrágio universal                                |
| 28 | Francisco de Assis (Riachão do Jacuípe, 20.10.1964–)                          |                       | Partido dos Trabalhadores PT                 | 1° de janeiro de 2013   | 31 de dezembro de 2016                  | Prefeito eleito em sufrágio universal                                |
| 28 | Francisco de Assis (Riachão do Jacuípe, 20.10.1964–)                          | 1° de janeiro de 2017 | Partido dos Trabalhadores PT                 | 31 de dezembro de 2020  | Prefeito reeleito em sufrágio universal |                                                                      |
| 29 | Marcelo Passos de Araújo (Conceição do Coité, 20.01.1970–)                    |                       | Democratas DEM                               | 1° de janeiro de 2021   | 31 de dezembro de 2024                  | Prefeito eleito em sufrágio universal                                |
| 29 | Marcelo Passos de Araújo (Conceição do Coité, 20.01.1970–)                    | União Brasil UNIÃO    | 1° de janeiro de 2025                        | Atualidade              | Prefeito eleito em sufrágio universal   |                                                                      |